# البعكوكة (مجلة)
البعكوكة هي مجلة هزلية مصرية صدرت عام 1937 وكانت تسمى في البداية مجلة الراديو والبعكوكة وقد صدر عام 2012 كتاب عنا كتبه الاديب الساخر ورسام الكاريكاتير المصري عبد الرحمن بكر بعنوان "البعكوكة وتاريخ الصحافة الفكاهية في مصر وهو صادر عن مكتبة جزيرة الورد بالقاهرة وهو بحث طويل عن تاريخ المجلة وصاحبها محمود عزت المفتي وأيضًا عن من اكمل مسيرتها وهو عبد الله أحمد عبد الله الشهير ب"ميكي ماوس" كما أن هذا الكتاب قد تناول بالدراسة أكثر من 50 مجلة مصرية صدرت قبل الخمسينات من هذا القرن.

## دراسة تاريخية هامة «البعكوكة فن وتاريخ»
قد يتعجب البعض ويكثر التساؤل: لماذا البعكوكة بالذات.. تلك المجلة الهزلية التي لا نعرف عنها سوى القشور أو سوى اسمها الضاحك، ولكن عندما قررت الحديث عنها، وفتح خزائن أسرارها، كنت على وعي تام بأنها مجلة المرحلة، وأن الكتابة عنها الآن نوع من التوقيت السليم، وذلك بعد ثورتنا العظيمة «ثورة 25 يناير» التي أدعو الله أن تكون مباركة والتي كان من أهم سماتها أن العالم كله أسماها «بالثورة الضاحكة»، وأنها أظهرت معادن المصريين النقية وكانت رمزًا للتكافل، والوحدة، ولم يستطع أحد من المغرضين التفريق بين عنصري الأمة، رغم المحاولات الرهيبة لفلول النظام، وتبارت الجرائد ومواقع الإنترنت في نشر اللافتات الطريفة التي كان يرفعها المتظاهرون، ونشرت أيضًا سخريتهم اللاذعة من النظام، واكتملت الصورة حين ظهرت الأمسيات الثقافية والأغاني والأزجال الشعبية وسط الموت، والحصار والتهديد، فكانوا ينالون الشهادة، وهم يضحكون سخرية من قاتلهم، فهو شعب ظريف بطبعه لاذع السخرية، يتحمل ويتحمل، وينفث عن نفسه بنوادره العجيبة، ثم لما تغلب المرارة على الضحك، ويعشش الهم على القلوب.!! وتختفي الابتسامة ولا يعود لها في الوجه مكان ويطفح الكيل.. يثور كالبركان الهائج، فيزيل الظُلم، ليفسح مكانًا جديدًا للبسمة في الوجوه.
إنه الشعب المصري ملك ملوك السخرية، وصانعها الذي لا يُبارى، والبعكوكة خير شاهد على ما أقول..!! وعندما بحثت في تاريخ الصحافة الفكاهية في مصر، وجدت أن الشعب المصري قبل تأميم الصحافة في عهد ثورة يوليو، كان يمتلك حرية مهولة في إصدار الصحف، حيث كان مسموحًا بترخيصات صحفية للأفراد، وكل إنسان كان بإمكانه أن يخرج للدنيا برأيه في صحيفة أو مجلة يحاسب فيها الحكومات المتعاقبة بطريقته الخاصة، وبأسلوبه الساخر، وهذا ما عبر عنه مصطفى أمين: حين سألوه عن الديمقراطية، فقال: "الديمقراطية أن يستطيع أي فرد أن يُصدر جريدة بمفرده. لذلك فقد كان أصحاب تلك الصحف يتمتعون بخاصية النضال، ولا يهتمون بمصادرة الحكومات لصحفهم، ولا باعتقالهم الذي كان لا يطول، ويعودون لاصدار نفس الصحف بنفس النقد ولكن بأسماء مختلفة، مثل يعقوب صنوع الذي أصدر مجلة "أبو نظارة"، فلما صادرتها الحكومة أصدر مجلة "أبو نظارة زرقاء"، فلما صودرت أصدر جريدة "أبو صفارة" ثم "أبو زمارة"، حتى وصلت المجلات والجرائد التي أصدرها إلى 12 عنوان. وكان كل من يكتب الكوميديا الساخرة في مصر، يجعل هدفه هو السخرية من السياسات الظالمة، والفساد المتفشي في المجتمع، والفجوة الطبقية الرهيبة، وانتشر فيها الزجل لقربه من البسطاء والفلاحين وسخريته من الإقطاعيين والبشوات، وشخصية "الخولي" هذا الفلاح القاسي الذي كان بسيط مثلهم قبل أن يُرقيه الباشا ويُعطيه عصا.. فصار جلادًا على البسطاء وهم في أقسى لحظات شقائهم في جمع القطن. فكانت الأزجال تُغني مع الفلاح في أرضه، وتساعده على تحمل الشقاء مثل قصيدة الشاعر"محمدي الشافعي" "" التي كتبها وهو يجني القطن، فتغنى بها أهل قريته لسنوات طويلة والتي كتب في مطلعها:
بنطلوني البني بقع
حتى كعب الجزمة فرقع
والخولي جاي يبرطع
من مبيد الأندرين
و ابتدى يدخلها طين
يا حفيظ يا معين
لذا كانت المجلات الساخرة هي المتنفس لهذا الشعب الذي عاش يردد تلك الأزجال، ووتنمو بداخله القوة على التحمل، حتى الغليان.. هذا الغليان الذي نبعت منه الثورات. ومن تلك المجلات «حمارة منيتي» و«أبو نواس» و«الكرباج» و«العفريت» و«الخلاعة» و«المسامير» و«الظرائف» و«مسامرات النديم» و«هاها» وغيرها. وتطورت الصحافة الفكاهية؛ تطوراً كبيراً في العشرينيات، ثم بلغت ذروتها في الأربعينيات، وكان ذلك من خلال مجموعة من الصحف، منها: «الكشكول» و«خيال الظل» و«الفكاهة» و«ألف صنف» و«الغول» و«الخازوق» و«أبو قردان» و«البغبغان» و«الضحوك» و «العفريت» و«البعبع» و«اشمعنى» و«البعكوكة» و«كلمة ونص» و«أضحك». و«الصاعقة» و«المطرقة»، أما الصحف العادية، فكان معظمها يزخر بالمقالات الساخرة والأزجال الفكاهية والشعر الحلمنتيشي، من تلك المجلات: «اللطائف المصورة» و«سركيس» و«كل شيء» و«روزاليوسف» و«آخر ساعة» و«الاثنين» وغيرها.. وقد أدى هذا الازدهار في الصحافة الفكاهية إلى ظهور كوكبة من الساخرين والظرفاء أمثال: «عبد العزيز البشري» و«المازني» و«فكري أباظة» و«حسين شفيق المصري» و«بيرم التونسي» و«محمد مصطفى حمام» و«طه حراز» و«كامل الشناوي» وغيرهم.
ومن العجيب أن معظم المجلات الساخرة في مصر لم تعش أكثر من ثماني سنوات، ومنها من لم يصدر منه سوى عدد واحد «كالمسلة» لبيرم التونسي، أو عام واحد «كالصرخة»، و«الخازوق».
ولأن «البعكوكة» هي أطول هذه المجلات الساخرة عمرًا فقد بدأت عام 1934 واستمرت بقوة حتى عام 1953 ثم انقطعت بسبب تأمين الصحافة، وظهرت على فترات متباعدة في شكل نشاط فردي للأستاذ «عبد الله أحمد عبد الله» الذي أصر على أن يجعل تلك المجلة هي قضية حياته، بعد أن كان فيها محررًا صغيرًا، ونما بها حتى صار رئيسًا لتحريرها.. ولأن البعكوكة كانت دائمًا هي الوريث الشرعي لتراث كل المجلات الساخرة، حيث أن كل من عمل بتلك المجلات الساخرة كان يتجه نحو البعكوكة بعد توقف مجلته، فينشر بها جديده وقديمه.!
وهكذا تحولت جريدة الراديو البعكوكة إلى ديوان فكاهة ومزاح، ومورد من موارد الهزل اللطيف المساغ، وكان الكاريكاتير فيها ينبه الناس لما فيهم من عيوب، ويبالغ في تصوير القبيح المنفر، بينما كانت أزجالها شديدة الهجوم علي الأخطاء، أما نكاتها فقد كانت مخزن ضحك، تُصور المفارقات، والتناقض في السلوك الإنساني والواقع، وتوظف الهجاء في الإضحاك بإظهارالغرائب، وتضخيم النقائص في الأفعال والأشخاص، وقفشاتها تُظهر اختلال التوازن في المجتمع.
فالفكاهة من مستلزمات الإنسان فهي تُصقل الحس، وتصرف المرء لبعض الوقت عن عالم مليء بالطمع، والخداع والأنانية وتضعه في جو من البشر والمرح، وهي أيضًا مقياسا للوعي الاجتماعي، فمن خلالها ندرك توجهات الناس وغاياتهم ومطالبهم، وهذا الكتاب الذي بين أيديكم، هو خلاصة لعالم من الضحك اللطيف، عاش فيه أجدادنا فأسعدهم، واختفى من بين أيدينا فلم نستطع أن نرث صفحاته لإهمال القائمين على جمع ما به وتنقيحه، واكتفاء القائمين على الصحافة بأن تبقى نسخة واحدة منه في دار الكتب، تكاد هي الأخرى أن تبلى من الإهمال، أو من مطالعة كبار السن من هؤلاء الذين يذهبون ليخففوا عن أنفسهم بالحياة لساعات قليلة مع ذكريات الزمن الجميل.. وقد راعيت فيه أن أضع الكثير من نماذج الأدباء الساخرين الذين عملوا على نجاح تلك المجلة الرائدة، هي وغيرها من مجلات السخرية اللاذعة التي كانت تصدر في هذا الزمان، بالإضافة للكثير من نماذج الأبواب التي كانت تعيش مع القاريء على صفحات البعكوكة، ولم أنس في مُستهل الكتاب، أن أكتب قصة هذا الرجل الرائع، الذي أعتبره نموذجًا للشخصية المصرية في نضالها وصبرها، وانتقالها من الفقر المُدقع إلى الثراء الفاحش بالجهد ودون انتقاص من حقوق الآخرين، وهو محمود عزت المفتي صاحب مجلة البعكوكة ومبدع فكرتها.. وبينما أنا في طريقي بين صفحات الكتاب أردت أن أستعرض الكثير من تاريخ الصحافة الساخرة في زمنها ليتعرف القاريء الكريم والدارس لتلك الفترة على خصائص صحافتها الساخرة، وأدعو الله أن يجد بين دفتي هذا الكتاب، بغيته من الابتسام، والضحك، والسعادة التي تأتي للعقل المتشبع بوجبة من الفكر الطريف، والنقد الممتع.